# Maggiora (Piemont)
Maggiora (piemontesisch Magiora, lombardisch Magiura) ist eine Gemeinde mit 1633 Einwohnern (Stand 31. Dezember 2023) in der italienischen Provinz Novara, Region Piemont.
Das Gemeindegebiet umfasst 10 km².
Die Nachbargemeinden sind Boca, Borgomanero, Cureggio, Gargallo und Valduggia.

## Persönlichkeiten
- Francesco Fasola (1898–1988), römisch-katholischer Geistlicher, Erzbischof von Messina 1963–1977